# Kigwancha Sports Club
El Kigwancha Sports Club (Hangul: 기관차체육단; Hanja: 機關車體育團; Kigwancha), també conegut com a Locomotive Sports Club o Sinuiju Locomotive, és un club de futbol nord-coreà de la ciutat de Sinuiju.

## Història
El club va ser fundat el gener de 1956.

## Palmarès
- Lliga nord-coreana de futbol: 5
  - 1996, 1997, 1998, 1999, 2000

## Futbolistes destacats
- Lee Kwan-Myong